# Cédric Ferchaud
Cédric Ferchaud, né le 15 juillet 1980 à Cholet, est un joueur international français de basket-ball. Il mesure 1,96 m pour 85 kg et évolue au poste d'arrière.

## Biographie
Cédric Ferchaud commence le basket-ball à l'âge de 8 ans à Chambretaud (Vendée), dans son club natal de la SSSP Chambretaud Vendée. Il intègre ensuite le centre de formation voisin de Cholet Basket. Au sein de ce dernier club, il parvient à accéder au plus haut niveau français, la Pro A. Il réalise sa meilleure saison à Cholet en 2004-2005 où il termine la saison avec 11,3 points, 3 rebonds et 2,6 passes par match. Il rejoint l'Élan Béarnais Pau-Orthez en 2006 où il est d'abord promu capitaine puis il connait une saison 2007/2008 compliquéE où l'équipe mise davantage sur ses américains.
Il est sélectionné en équipe de France pour jouer le championnat d'Europe 2007 aux côtés notamment de Tony Parker, Florent Piétrus et Boris Diaw. La France termine huitième de la compétition. Cédric Ferchaud marque 3,4 points en moyenne par match durant la compétition, jouant huit des neuf matchs de l'équipe de France.
Il évolue ensuite dans plusieurs équipes de Pro B où son statut d'international est convoité. Il termine notamment la saison 2009-2010 à Nantes avec 12,7 points de moyenne par match. Réputé pour son tir à 3 points, il tourne en moyenne lors de cette saison-là à un pourcentage très flatteur de 43,7 % de réussite derrière la ligne à 3 points, ce qui le classe à la septième place des meilleurs tireurs à 3 points du championnat de Pro B. En 2011-2012, alors qu'il évolue avec l'équipe de Bourg-en-Bresse (Pro B), il termine même à la deuxième place des joueurs les plus adroits du championnat à 3 points avec 47,1 % de réussite sur 34 matchs joués.
En 2013-2014, il rejoint Blois en NM1 où il termine la saison avec 10,1 points par match (37,9 % à 3 points).
Il rejoint le club du Pornic Basket Saint Michel (Loire-Atlantique), en NM2, lors de la saison 2015-2016. Il y évolue encore lorsqu'il prend sa retraite en 2023.

## Clubs successifs
- 1988-1998 :  SSSP Chambretaud
- 1998-1999 :  Cholet Basket (espoirs de Pro A)
- 1999-2000 :  ES Prissé (NM1)
- 2000-2002 :  FC Mulhouse (Pro B)
- 2002-2006 :  Cholet Basket (Pro A)
- 2006-2008 :  EB Pau-Orthez (Pro A)
- 2009 :  Hyères-Toulon VB (Pro A)
- 2009 :  Hermine de Nantes (Pro B)
- 2010-2012 :  JL Bourg-en-Bresse (Pro B)
- 2012-2013 :  Nantes (Pro B) puis  Fos-sur-Mer (Pro B)
- 2013-2015 :  ADA Blois (Nationale 1)
- 2015-2023 :  Pornic BSM (National 2)

## Palmarès
Il remporte :
- 2006-2007 : Vainqueur de la Coupe de France
- 2007-2008 : Vainqueur du trophée des champions
- 1997-1998 : Champion de France Cadets
- 1996-1997 : Champion de France Espoirs
- 1996-1997 : Champion de France Cadets
- 1996-1997 : Vainqueurs de la Coupe de France Cadets

Ses distinctions sur le plan individuel sont :
- 2007-2008 : Vainqueur du concours de tirs à 3 points du All-Star Game LNB 2007
- 2001-2002 : Participation au All-Star Game Espoirs LNB
- 2000-2001 : Participation au All-Star Game Espoirs LNB